# Villenauxe-la-Petite
Villenauxe-la-Petite ist eine französische Gemeinde mit 453 Einwohnern (Stand 1. Januar 2022) im Département Seine-et-Marne der Region Île-de-France. Sie gehört zum Arrondissement Provins und zum Kanton Provins. Die Einwohner nennen sich Villenauxois.

## Geschichte
Das Gebiet von Villenauxe-la-Petite war in prähistorischer und gallo-römischer Zeit besiedelt, wie Ausgrabungsfunde belegen.
Der Ort wird im 11. Jahrhundert erstmals urkundlich überliefert. Er unterstand dem Erzbistum Sens. 

## Bevölkerungsentwicklung
| Jahr      | 1962 | 1968 | 1975 | 1982 | 1990 | 1999 | 2007 | 2019 |
| Einwohner | 366  | 345  | 291  | 291  | 271  | 372  | 456  | 410  |

## Sehenswürdigkeiten
- Kirche Notre-Dame-de-l'Assomption, erbaut ab dem 12. Jahrhundert (siehe auch: Liste der Monuments historiques in Villenauxe-la-Petite)

## Weblinks

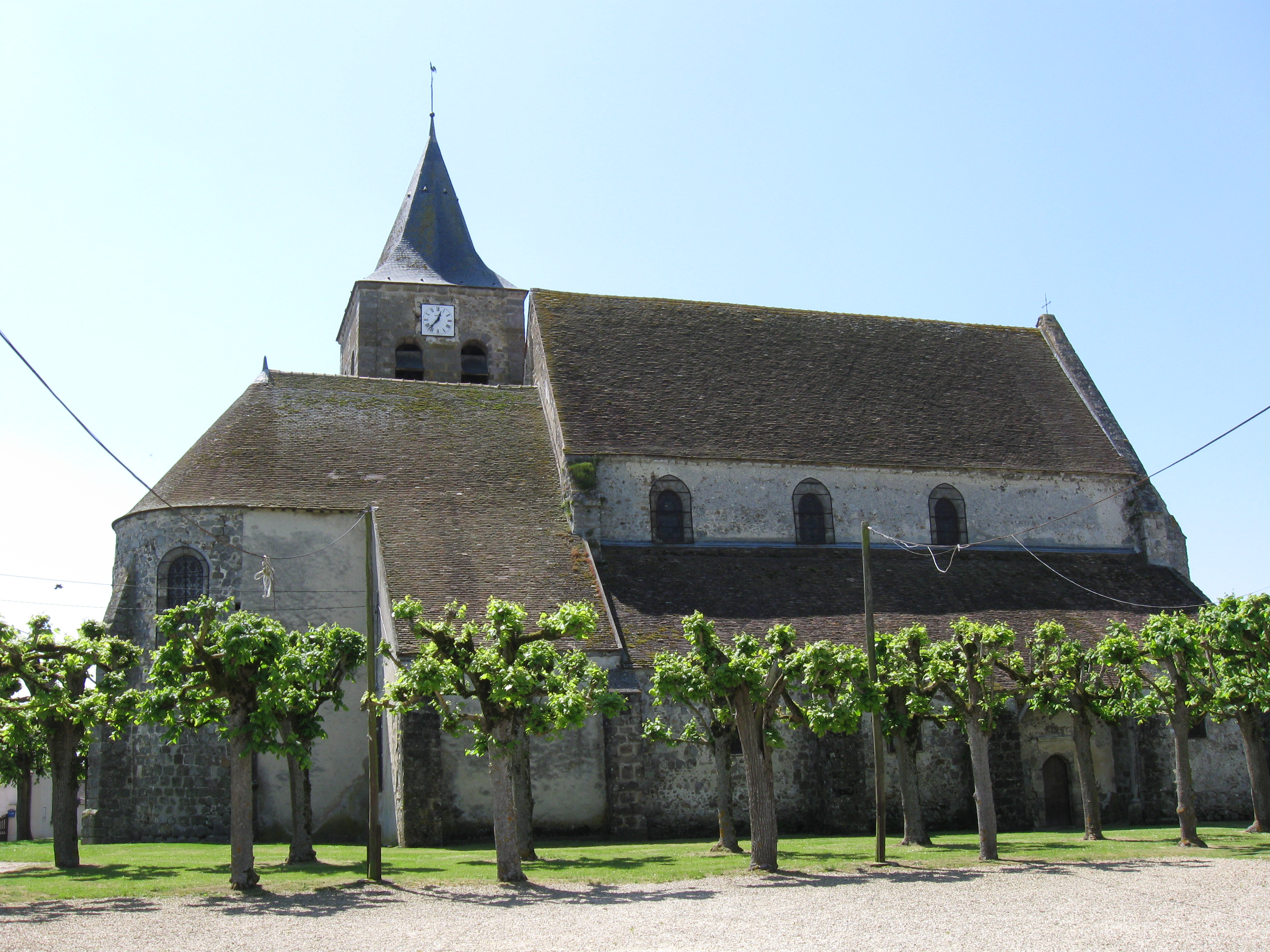
Kirche Notre-Dame-de-l'Assomption